# لوکاویتسا (دیمیترووگراد)
لوکاویتسا (به صربی: Lukavica) یک منطقهٔ مسکونی در صربستان است که در دیمیتروگراد واقع شده‌است. لوکاویتسا ۴۲۹ نفر جمعیت دارد.